# Цимолесты
Цимолесты (лат. Cimolesta, буквально c греч. — похитители белой глины) — выделяемый в некоторых классификациях (в частности, в системе Маккенны — Белл; см. статью Классификация млекопитающих) отряд млекопитающих. Наиболее ранние представители известны из верхнего мела; обычно отряд считают вымершим в миоцене (впрочем, сами Маккенна и Белл включали в состав цимолестов панголинов на правах подотряда).

## Систематика
Согласно кладистическим исследованиям отряд цимолестов в 1975—2006 годах включали в кладу Ferae, а с 2011 — относят к плацентарным (к кладе Eutheria).

### Разнообразие
Также ряд исследователей помещают в состав цимолестов семейство Ptolemaiidae с неясной классификацией на основании сходства в анатомии зубов и черепа с Pantolesta. Если Ptolemaiidae действительно относились к цимолестам, тогда этот отряд возник в верхнемеловую эпоху и процветал и до нижнего миоцена, когда в Восточной Африке исчез последний представитель семейства, кельба.
В состав отряда Cimolesta входят несколько групп, весьма различных по своему образу жизни, которые в связи с этим рассматриваются иногда как отряды, а Cimolesta — как надотряд: травоядные (иногда копытные) Pantodonta, насекомоядные Didelphodonta (в состав которых входит известный род Cimolestes, вероятный предок хищных), похожие на грызунов Tillodonta, хищные или всеядные Pantolesta, Taeniodonta и Apatotheria.
Хотя внутри цимолестов наблюдалось значительное разнообразие морфологии тела, строения зубов и образа жизни, большая часть их была мелкими или средними млекопитающими, внешне напоминавшими грызунов, хорьков или опоссумов.

### Классификация
- † ? Семейство Ptolemaiidae
- † Семейство Palaeoryctidae
  - † Род Palaeoryctes
- † Подотряд Apatotheria — Апатотерии[1]
  - † Семейство Apatemyidae
- † Подотряд Didelphodonta
  - † Семейство Cimolestidae
    - † Род Betonnia
    - † Род Chacopterygus
    - † Род Cimolestes
    - † Род Maelestes
- † Подотряд Pantodonta — Пантодонты
  - † Семейство Barylambdidae
    - † Род Barylambda

  - † Семейство Coryphodontidae
    - † Род Coryphodon
    - † Род Hypercoryphodon

  - † Семейство Pantolambdidae
    - † Род Caenolambda
    - † Род Pantolambda

  - † Семейство Titanoideidae
    - † Род Titanoides
    - † Род Thulitheripus
- † Подотряд Pantolesta
  - † Семейство Paroxyclaenidae
    - † Род Kopidodon

  - † Семейство Pantolestidae
    - † Род Bisonalveus
    - † Род Buxolestes
    - † Род Palaeosinopa
- † Подотряд Taeniodonta — Тениодонты
  - † Семейство Conoryctidae
  - † Семейство Stylinodontidae
  - † Роды incertae sedis
- † Подотряд Tillodontia — Тиллодонты
  - † Семейство Esthonychidae
  - † Семейство Yuesthonychidae
  - † Роды incertae sedis